# 순종황후어차
순종황후어차(純貞皇后御車)는 서울특별시 종로구 와룡동, 창덕궁에 있는 영국 다임러사가 1914년에 제작한 리무진으로 순정효황후(純貞孝皇后)가 주로 탔던 것으로 알려진 자동차이다. 2006년 12월 4일 대한민국의 국가등록문화재 제319호로 지정되었다.

## 개요
영국 다임러사가 1914년에 제작한 리무진으로 순정효황후(純貞孝皇后)가 주로 탔던 것으로 알려진 자동차이다.

순종의 황후인 순정황후가 탔던 것으로 영국의 자동차 회사 다임러(DAIMLER)가 제작한 리무진이다. 7인승, 20마력, 배기량 3,309cc로 연식은 1914년으로 추정된다. 순정황후어차는 순종어차보다 크기가 작으나 자동차의 형태나 장식이 순종어차에 비해 더욱 유려하다. 내부는 황실문장인 오얏꽃을 수놓은 황금색 비단으로 꾸며져 있으며 차체는 목재, 외부도장은 칠漆로 되어 있다. 운전석 뒷편 의자를 접어 공간을 활용할 수 있는 것은 순종어차와 같다. 전세계적으로 3대만 남아 있고 국내에 현존하는 최고最古의 자동차다.

## 사진

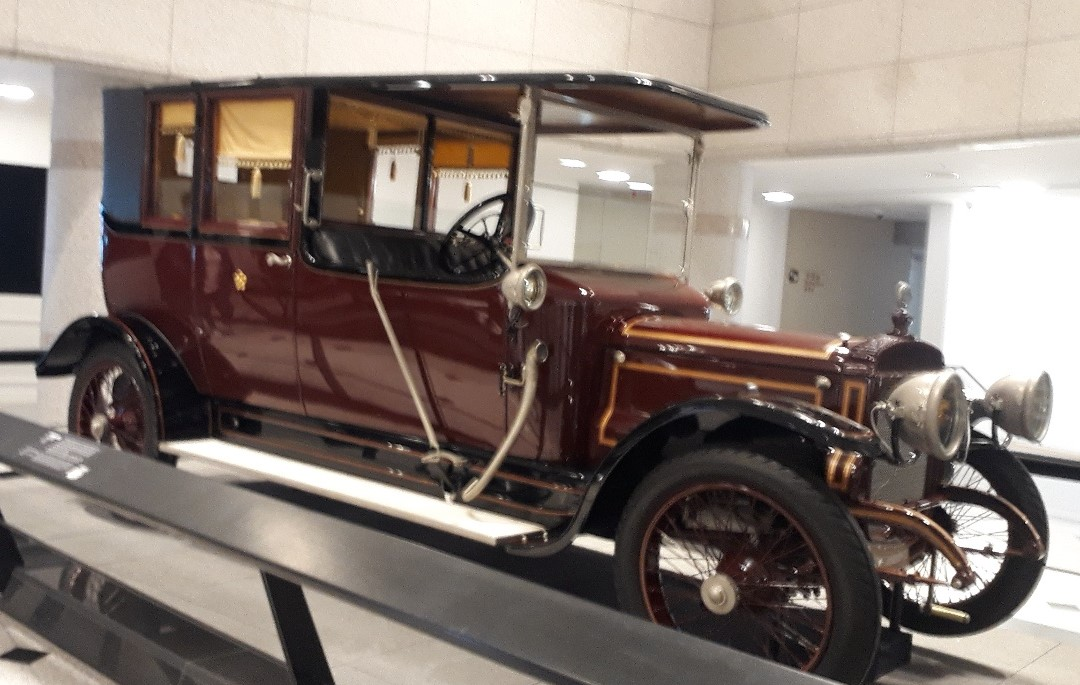
순종황후 어차의 모습 (2023년)
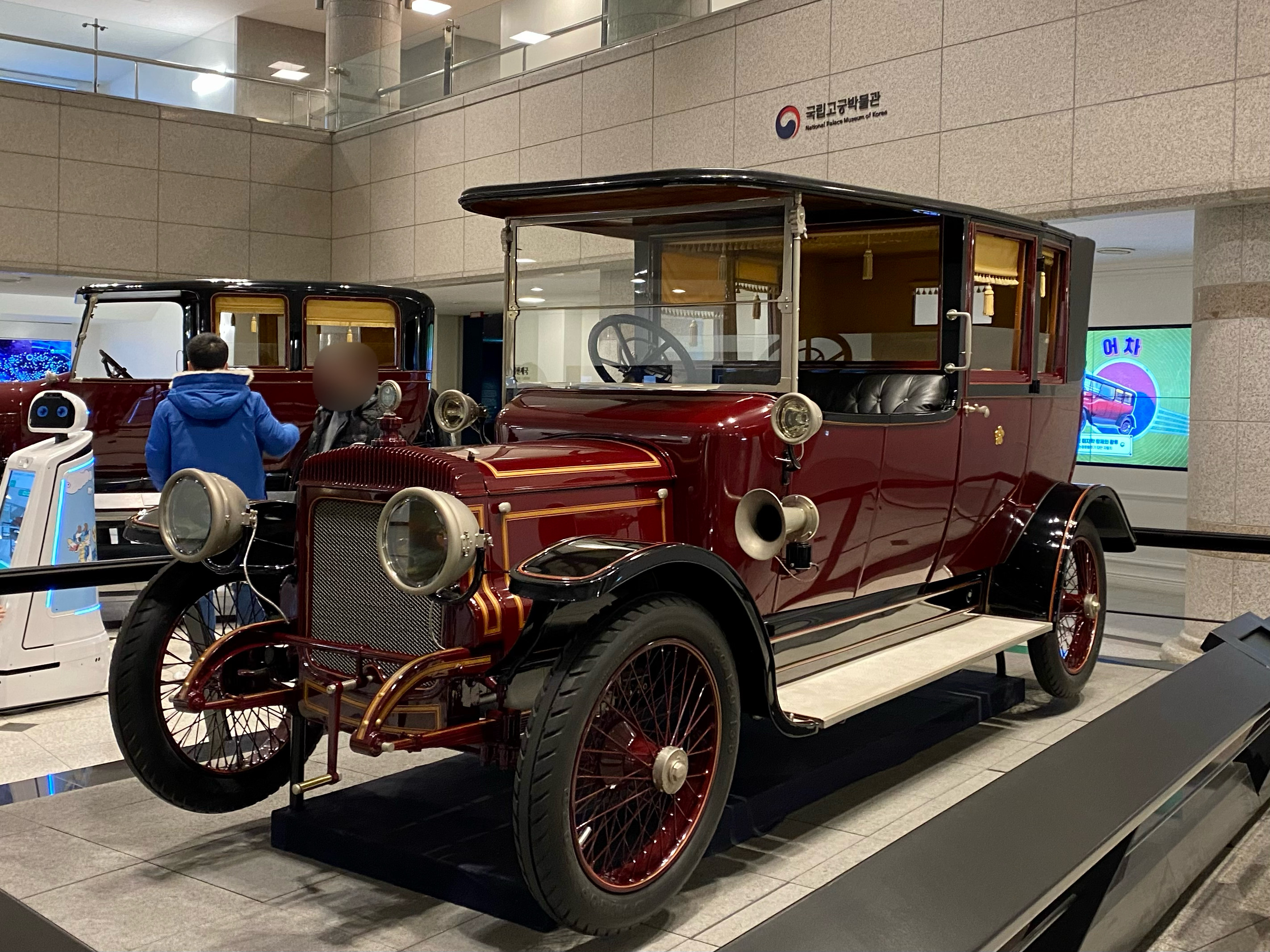
국립고궁박물관에 전시되어있는 순정효황후 어차
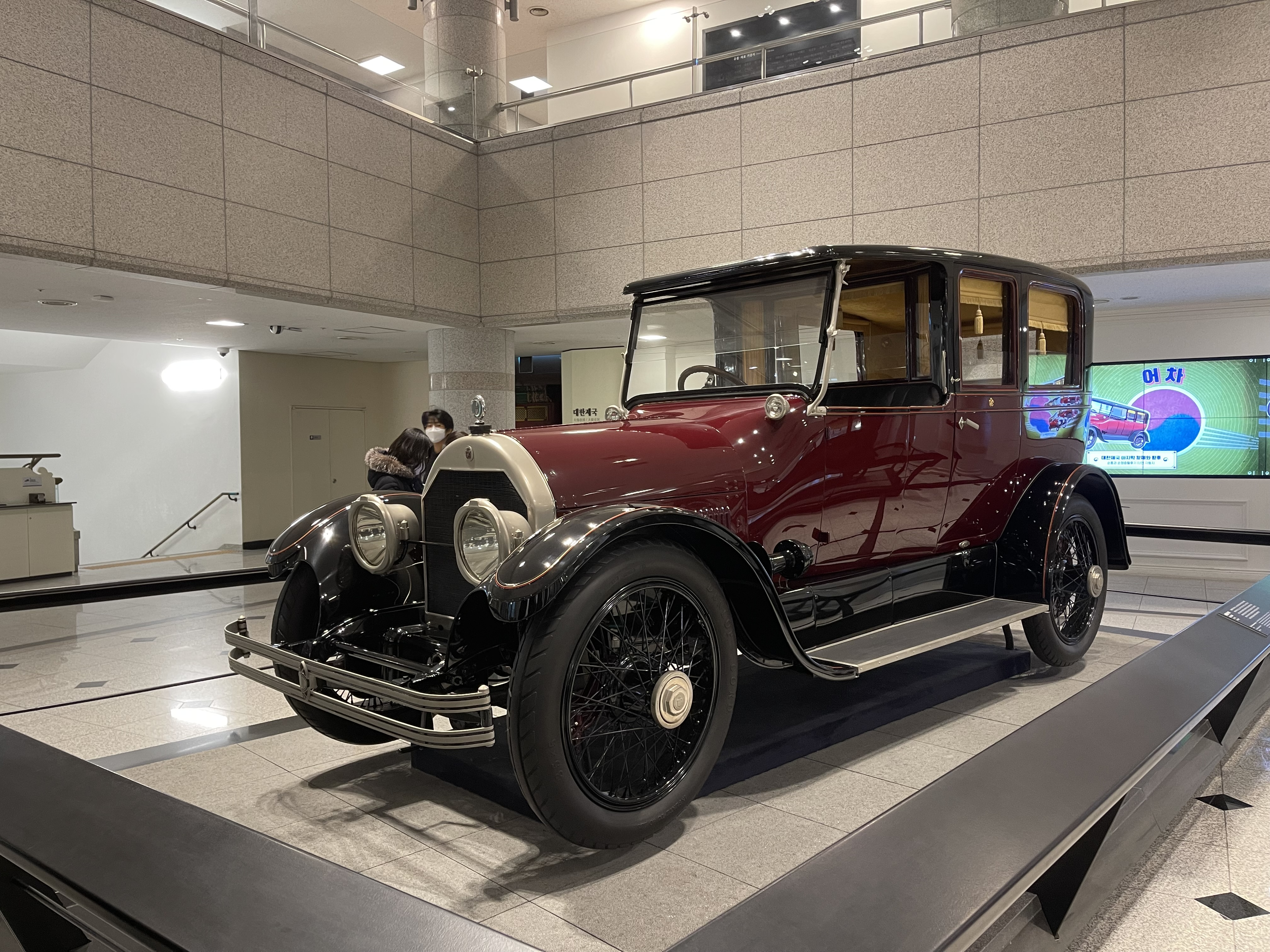

## 같이 보기
- 다임러

## 참고 자료
- 순종황후어차 - 국가유산청 국가유산포털